# Cythere fungoides
Cythere fungoides is een mosselkreeftjessoort uit de familie van de Cytheridae. De wetenschappelijke naam van de soort is voor het eerst geldig gepubliceerd in 1866 door Brady.